# 바이가치섬
바이가치섬(Вайгач)은 북극해의 섬으로, 바렌츠해와 카라해의 사이에 위치해 있다. 네네츠 자치구에 속해 있다.
면적은 3,383 km2, 남북의 길이는 약 100 km, 동서는 45km이다. 전체적으로는 평탄하고 중앙부에 높이 140m에서 170m 정도의 2개의 구릉이 있다. 20km에서 40 km 정도의 길이의 강이 몇 개 있기 때문에 늪지대가 많다. 대부분은 툰드라지대이다.
2월의 평균 기온은 ―20도, 7월의 평균 기온은 약 5도이다.

## 같이 보기
- 러시아의 섬 목록